# World Tag Team Championship (WWE)
Die World Tag Team Championship (zu deutsch Weltmeisterschaft der Tag Teams) ist ein Wrestling-Titel der US-amerikanischen Promotion World Wrestling Entertainment (WWE). Er ist neben der WWE Tag Team Championship einer von zwei Tag-Team Titeln im WWE-Hauptkader und wird bei Raw verteidigt. Die aktuellen Titelträger in ihrer fünften gemeinsamen Regentschaft sind Finn Bálor und JD Mcdonagh (The Judgement day).
Die Meisterschaft wurde ursprünglich als WWE Tag Team Championship am 3. Oktober 2002 eingeführt, und das Team aus Kurt Angle und Chris Benoit waren die ersten Champions. Der Titel wurde für SmackDown als zweiter Titel für Tag-Teams in der Promotion eingeführt, um die ursprüngliche World Tag Team Championship zu ergänzen, die exklusiv zu Raw wechselte. Beide Titel wurden im Jahr 2009 vereinigt und wurden gemeinsam als Unified WWE Tag Team Championship verteidigt, während sie offiziell unabhängig voneinander aktiv blieben, bis die World Tag Team Championship im Jahr 2010 offiziell eingestellt wurde.
Als Ergebnis des Draft 2016 wechselte die Meisterschaft exklusiv zu Raw und wurde in Raw Tag Team Championship umbenannt, während SmackDown einen eigenen Tag Team Titel als Gegenstück schuf. Von Mai 2022 bis April 2024 wurde der Titel zusammen mit seinem SmackDown-Gegenstück als Undisputed WWE Tag Team Championship verteidigt, wobei beide ihre individuelle Linie beibehielten. Unter dem Undisputed-Banner wurden beide Titel gleichzeitig die ersten Tag-Team-Meisterschaften, die im Main Event der WWE-Flaggschiff-Veranstaltung WrestleMania verteidigt wurden. Das Match fand im Main Event WrestleMania 39 Night 1 im April 2023 statt. Im darauffolgenden Monat wurden die Titel erneut im Hauptkampf eines Pay-per-View-Events bei Night of Champions verteidigt. Die Titel wurden dann bei WrestleMania XL im April 2024 gesplittet, wobei die Raw Tag Team Championship in World Tag Team Championship und der SmackDown-Titel in WWE Tag Team Championship umbenannt wurde.

## Geschichte
Nachdem die WWF die WCW aufgekauft hatte, wurde das Roster in die Shows Raw und SmackDown aufgeteilt, da die Masse der Superstars nach dem Kauf der WCW für ein Roster zu groß war. Die World Tag Team Championship wurde Raw zugeteilt, wodurch SmackDown keinen Tag Team-Titel mehr zur Verfügung hatte. Aufgrund dessen stellte die damalige SmackDown-General Managerin Stephanie McMahon die neu erschaffe WWE Tag Team Championship vor und kündigte an das die ersten Titelträger in einem Eight-Team Turnier ermittelt werden. Die ersten Titelträger wurden nach dem Turniergewinn Chris Benoit und Kurt Angle.
Am 17. Oktober 2007 gaben SmackDown und ECW bekannt, das beide Roster in beide Shows auftreten können. Infolgedessen wurde der Titel an die Tag Team-Division des Smackdown und ECW-Rosters vergeben. Im Jahr 2009 führten die damaligen WWE Tag Team Champions Carlito und Primo (The Colóns) eine Fehde mit den damaligen World Tag Team Champions John Morrison und The Miz. Am 17. März wurde in ECW angekündigt das bei WrestleMania XXV, beide Teams ihren Titel in einem Tag-Team-Match verteidigen werden. Das Gewinnerteam würde nach dem Match beide Titel halten. Die Colóns besiegten Morrison und Miz und der Titel wurde mit der World Tag Team Championship zum Unified WWE Tag Team Championship vereinigt. Bei der Raw-Ausgabe vom 16. August 2010 wurde verkündet, dass die World Tag Team Championship abgeschafft wird. Die WWE Tag Team Championship bekam ein neues Design, das von Bret Hart in der Arena vorgestellt wurde.
Seit dem zweiten Rostersplit 2016 wird der Titel, jetzt Raw Tag Team Championship,  nur noch an Tag Teams des Raw Rosters vergeben. In der Raw-Ausgabe nach Roadblock: End of the Line 2016 bekam der Titel ein neues Design mit rotem Gürtel, um die Verbindung zu Raw zu verdeutlichen.

## Regentschaften

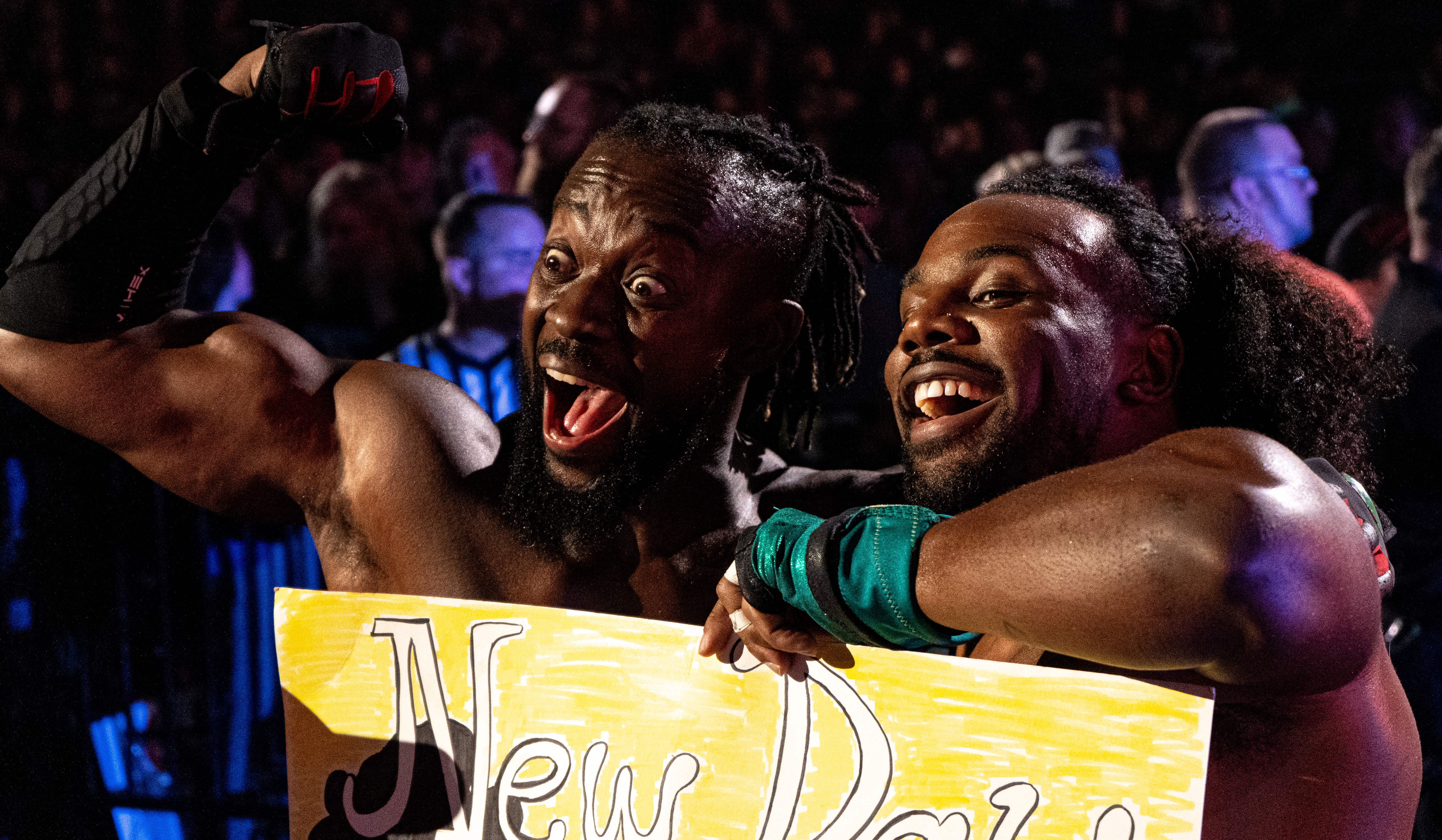
Mit fünf Regentschaften sind The New Day (in der Kombination Kofi Kingston und Xavier Woods) nicht nur die aktuellen, sondern auch die häufigsten Titelträger

Es gab 91 Regentschaften zwischen 70 Teams, bestehend aus 101 Einzelchampions, und einer Vakanz. Das Team The New Day (Kofi Kingston und Xavier Woods) hat als Team mit fünf die meisten Regentschaften, während einzeln Kingston mit sieben die meisten Regentschaften haben. Die zweite Regentschaft von The New Day ist mit 483 Tagen auch die längste. Sie sind zudem das einzige Team, das den Titel mehr als ein Jahr in Folge innehatte. Diese Regentschaft wird auch Big E zugeschrieben, da während der ersten beiden Regentschaften von New Day wurden Big E, Kingston, und Woods nach der Freebird-Regel als Champion anerkannt. Die erste Regentschaft von John Cena und The Miz ist mit 9 Minuten die kürzeste, da The Corre unmittelbar nach dem Verlust des Titels ihre Rückkampfklausel in Anspruch nahm. Als Team hat The New Day (über seine beiden verschiedenen Varianten von Teammitgliedern hinweg) mit 728 Tagen auch die längste kombinierte Regentschaft, während Kingston einzeln mit 1013 Tagen die längste kombinierte Regentschaft hat. Nicholas ist mit 10 Jahren der jüngste Champion (und damit auch der jüngste Champion in der WWE-Geschichte), während Billy Gunn mit 50 Jahren der älteste Champion ist.
Finn Bálor und Damian Priest besiegten Jey Uso und Cody Rhodes in der Nacht von Raw am 16. Oktober 2023 in Oklahoma City, Oklahoma. Sie verloren die Titel bei Wrestlemania XL an The Miz und R-Truth. Dabei wurden die beiden Tag-Team-Titelsätze wieder gesplittet. Die anderen Titelträger sind A-Town-Down Under (Grayson Waller und Austin Theory).

### Liste der Titelträger
| #   | Titelträger                                                       | Nr.      | Tage | Datum              | Ort                        | Veranstaltung                 | Anmerkung |
| --- | ----------------------------------------------------------------- | -------- | ---- | ------------------ | -------------------------- | ----------------------------- | --- |
| 1   | Kurt Angle und Chris Benoit                                       | 1        | 16   | 20. Oktober 2002   | Little Rock, AK            | No Mercy                      | Durften Edge & Rey Mysterio in einem Turnierfinale besiegen, um die ersten WWE Tag Team Champions zu werden. |
| 2   | Edge und Rey Mysterio                                             | 1        | 12   | 5. November 2002   | Manchester, NH             | SmackDown                     | Dies war ein Two out of three Falls Match, welches Edge und Rey Mysterio 2:1 gewinnen durften. Ausgestrahlt am 7. November 2002. |
| 3   | Eddie Guerrero und Chavo Guerrero (Los Guerreros)                 | 1        | 79   | 17. November 2002  | New York, NY               | Survivor Series               | Dies war ein Three Way Elimination Match an dem auch Kurt Angle und Chris Benoit beteiligt waren. |
| 4   | Shelton Benjamin und Charlie Haas (Team Angle)                    | 1        | 103  | 4. Februar 2003    | Philadelphia, PA           | SmackDown                     | Ausgestrahlt am 6. Februar 2003. |
| 5   | Eddie Guerrero (2) und Tajiri                                     | 1        | 44   | 18. Mai 2003       | Charlotte, NC              | Judgment Day                  | Dies war ein Ladder Match. Tajiri ersetzte den verletzten Chavo Guerrero. |
| 6   | Shelton Benjamin und Charlie Haas (The World’s Greatest Tag Team) | 2        | 77   | 1. Juli 2003       | Rochester, NY              | SmackDown                     | Traten ehemals als Team Angle auf. Ausgestrahlt am 3. Juli 2003. |
| 7   | Eddie Guerrero (3) und Chavo Guerrero (2) (Los Guerreros)         | 2        | 35   | 16. September 2003 | Raleigh, NC                | SmackDown                     | Ausgestrahlt am 18. September 2003. |
| 8   | Danny und Doug Basham (The Basham Brothers)                       | 1        | 105  | 21. Oktober 2003   | Albany, NY                 | SmackDown                     | Ausgestrahlt am 23. Oktober 2003. |
| 9   | Rikishi und Scotty 2 Hotty                                        | 1        | 77   | 3. Februar 2004    | Cleveland, OH              | SmackDown                     | Ausgestrahlt am 5. Februar 2004. |
| 10  | Charlie Haas (3) und Rico                                         | 1        | 56   | 20. April 2004     | Kelowna, CAN               | SmackDown                     | Ausgestrahlt am 22. April 2004. |
| 11  | Bubba Ray und D-Von (The Dudley Boyz)                             | 1        | 21   | 15. Juni 2004      | Chicago, IL                | SmackDown                     | Ausgestrahlt am 17. Juni 2004. |
| 12  | Billy Kidman und Paul London                                      | 1        | 63   | 6. Juli 2004       | Winnipeg, CAN              | SmackDown                     | Ausgestrahlt am 8. Juli 2004. |
| 13  | René Duprée und Kenzo Suzuki                                      | 1        | 91   | 7. September 2004  | Tulsa, OK                  | SmackDown                     | Ausgestrahlt am 9. September 2004. |
| 14  | Rey Mysterio (2) und Rob Van Dam                                  | 1        | 35   | 7. Dezember 2004   | Greenville, SC             | SmackDown                     | Ausgestrahlt am 9. Dezember 2004. |
| 15  | Danny und Doug Basham (The Basham Brothers)                       | 2        | 40   | 11. Januar 2005    | Tampa, FL                  | SmackDown                     | Dies war ein Fatal Four Way Elimination Match an dem auch die Teams Mark Jindrak und Luther Reigns sowie Booker T und Eddie Guerrero beteiligt waren. Ausgestrahlt am 13. Januar 2005.                                                                 |
| 16  | Eddie Guerrero (4) und Rey Mysterio (3)                           | 1        | 57   | 20. Februar 2005   | Pittsburgh, PA             | No Way Out                    | |
| 17  | Joey Mercury und Johnny Nitro (MNM)                               | 1        | 97   | 18. April 2005     | New York, NY               | SmackDown                     | Ausgestrahlt am 21. April 2005. |
| 18  | Road Warrior Animal und Heidenreich (The Legion of Doom)          | 1        | 93   | 24. Juli 2005      | Buffalo, NY                | The Great American Bash       | |
| 19  | Joey Mercury und Johnny Nitro (MNM)                               | 2        | 49   | 25. Oktober 2005   | San Francisco, CA          | SmackDown                     | Dies war ein Fatal Four Way Match an dem auch die Mexicools sowie Paul Burchill und William Regal beteiligt waren. Ausgestrahlt am 28. Oktober 2005.                                                                                                   |
| 20  | Batista und Rey Mysterio (4)                                      | 1        | 14   | 13. Dezember 2005  | Springfield, MA            | SmackDown                     | Ausgestrahlt am 16. Dezember 2005. |
| 21  | Joey Mercury und Johnny Nitro (MNM)                               | 3        | 145  | 27. Dezember 2005  | Uncasville, CT             | SmackDown                     | Ausgestrahlt am 30. Dezember 2005. |
| 22  | Paul London (2) und Brian Kendrick                                | 1        | 331  | 21. Mai 2006       | Phoenix, AZ                | Judgment Day                  | |
| 23  | Deuce ’n Domino                                                   | 1        | 133  | 17. April 2007     | Mailand, ITA               | SmackDown                     | Ausgestrahlt am 20. April 2007. |
| 24  | Matt Hardy und Montel Vontavious Porter                           | 1        | 77   | 28. August 2007    | Albany, NY                 | SmackDown                     | Ausgestrahlt am 31. August 2007. |
| 25  | John Morrison (4) und The Miz                                     | 1        | 250  | 13. November 2007  | Wichita, KS                | SmackDown                     | Ausgestrahlt am 16. November 2007. Die Titel wurden mit der ECW geteilt. |
| 26  | Curt Hawkins und Zack Ryder                                       | 1        | 63   | 20. Juli 2008      | Uniondale, NY              | The Great American Bash       | Dies war ein Fatal Four Way Match an dem auch Jesse und Festus sowie Finlay und Hornswoggle beteiligt waren. |
| 27  | Carlito und Primo (The Colóns)                                    | 1        | 280  | 21. September 2008 | Columbus, OH               | SmackDown                     | Ausgestrahlt am 26. September 2008. Titel wurde am 5. April 2009 mit der World Tag Team Championship vereinigt. |
| 28  | Chris Jericho und Edge (2)                                        | 1        | 28   | 28. Juni 2009      | Sacramento, KA             | The Bash                      | Dies war ein Triple Theat-Match in welchen ebenfalls die Legacy (Cody Rhodes und Ted DiBiase) beteiligt waren. |
| 29  | Chris Jericho (2) und Big Show (Jeri-Show)                        | 1        | 140  | 26. Juli 2009      | Philadelphia, PA           | Night of Champions            | Edge erlitt eine Verletzung der Achillessehne, weshalb er ausfiel. Chris Jericho durfte Big Show als Ersatzpartner wählen und hielt beide Tag Team-Titel für 168 Tage.                                                                                 |
| 30  | Triple H und Shawn Michaels (D-Generation X)                      | 1        | 57   | 13. Dezember 2009  | San Antonio, TX            | TLC: Tables, Ladders & Chairs | Dies war ein Tables, Ladders & Chairs Match. |
| 31  | The Miz (2) und Big Show (2) (ShoMiz)                             | 1        | 77   | 8. Februar 2010    | Lafayette, LA              | Raw                           | Dies war ein Triple Threat Elimination Match an dem auch die Straight Edge Society (CM Punk und Luke Gallows) beteiligt war. |
| 32  | David Hart Smith und Tyson Kidd (The Hart Dynasty)                | 1        | 146  | 26. April 2010     | Richmond, VA               | Raw                           | |
| 33  | Drew McIntyre und Cody Rhodes (Dashing Drew)                      | 1        | 35   | 19. September 2010 | Chicago, IL                | Night of Champions            | Gewannen den Titel in einem Tag Team Turmoil Match in welchen ebenfalls The Usos, Santino Marella und Vladimir Kozlov sowie Evan Bourne und Mark Henry involviert waren.                                                                               |
| 34  | John Cena und David Otunga (The Nexus)                            | 1        | 1    | 24. Oktober 2010   | Minneapolis, MS            | Bragging Rights               | |
| 35  | Justin Gabriel und Heath Slater (The Nexus)                       | 1        | 42   | 25. Oktober 2010   | Green Bay, WI              | Raw                           | Wade Barrett befahl David Otunga sich in der Mitte des Rings hinzulegen, um gepinnt zu werden. |
| 36  | Santino Marella und Vladimir Kozlov                               | 1        | 76   | 6. Dezember 2010   | Louisville, KY             | Raw                           | Dies war ein Fatal Four Way Tag Team Match, in welches ebenfalls The Usos sowie Yoshi Tatsu und Mark Henry involviert waren. |
| 37  | Justin Gabriel und Heath Slater (The Corre)                       | 2        | 10   | 20. Februar 2011   | Oakland, CA                | Elimination Chamber           | |
| 38  | John Cena (2) und The Miz (3)                                     | 1        | <1   | 21. Februar 2011   | Fresno, CA                 | Raw                           | |
| 39  | Justin Gabriel und Heath Slater (The Corre)                       | 3        | 58   | 21. Februar 2011   | Fresno, CA                 | Raw                           | |
| 40  | Big Show (3) und Kane                                             | 1        | 34   | 19. April 2011     | London, UK                 | SmackDown                     | Ausgestrahlt am 22. April 2011 |
| 41  | David Otunga (2) und Michael McGillicutty                         | 1        | 91   | 23. Mai 2011       | Portland, OR               | Raw                           | Titelgewinn als Teil von The New Nexus. |
| 42  | Evan Bourne und Kofi Kingston (Air Boom)                          | 1        | 147  | 22. August 2011    | Edmonton, CAN              | Raw                           | |
| 43  | Primo (2) und Epico                                               | 1        | 106  | 12. Januar 2012    | Oakland, CA                | Houseshow                     | |
| 44  | R-Truth und Kofi Kingston (2)                                     | 1        | 139  | 30. April 2012     | Dayton, OH                 | Raw                           | |
| 45  | Daniel Bryan und Kane (2) (Team Hell No)                          | 1        | 245  | 16. September 2012 | Boston, MA                 | Night of Champions            | |
| 46  | Seth Rollins und Roman Reigns (The Shield)                        | 1        | 148  | 19. Mai 2013       | St. Louis, MO              | Extreme Rules                 | |
| 47  | Cody Rhodes (2) und Goldust (The Rhodes Family)                   | 1        | 104  | 14. Oktober 2013   | St. Louis, MO              | Raw                           | Dies war ein No Disqualification Match. |
| 48  | Road Dogg und Billy Gunn (New Age Outlaws)                        | 1        | 36   | 26. Januar 2014    | Pittsburgh, PA             | Royal Rumble                  | |
| 49  | Jey Uso und Jimmy Uso (The Usos)                                  | 1        | 202  | 3. März 2014       | Chicago, IL                | Raw                           | |
| 50  | Goldust (2) und Stardust (3)                                      | 2        | 63   | 21. September 2014 | Nashville, TN              | Night of Champions            | |
| 501 | The Miz (4) und Damien Mizdow (1)                                 | 1        | 36   | 23. November 2014  | St. Louis, MO              | Survivor Series               | |
| 52  | Jey Uso und Jimmy Uso (The Usos)                                  | 2        | 55   | 29. Dezember 2014  | Washington, D.C.           | Raw                           | |
| 53  | Cesaro (1) und Tyson Kidd (2)                                     | 1        | 63   | 22. Februar 2015   | Memphis, TN                | FastLane                      | |
| 54  | Kofi Kingston (3), Big E (1) und Xavier Woods (1) (The New Day)   | 1        | 49   | 26. April 2015     | Chicago, IL                | Extreme Rules                 | Big E und Kofi Kingston gewannen das Match, Xavier Woods wurde durch die anerkannte Freebird Rule ebenfalls Champion. |
| 55  | Titus O' Neil und Darren Young (The Prime Time Players)           | 1        | 70   | 14. Juni 2015      | Columbus, OH               | Money in the Bank             | |
| 56  | Kofi Kingston (4), Big E (2) und Xavier Woods (2) (The New Day)   | 2        | 483  | 23. August 2015    | Brooklyn, NY               | SummerSlam                    | Big E und Kofi Kingston gewannen das Match, Xavier Woods wurde durch die anerkannte Freebird Rule ebenfalls Champion. Zudem waren an diesem Match noch The Lucha Dragons Sin Cara & Kalisto, sowohl als auch Los Matadores Diego & Fernando beteiligt. |
| 57  | Cesaro (2) und Sheamus (1)                                        | 1        | 42   | 18. Dezember 2016  | Pittsburgh, PA             | Roadblock: End of the Line    | |
| 58  | Karl Anderson und Luke Gallows (The Club)                         | 1        | 63   | 29. Januar 2017    | San Antonio, TX            | Royal Rumble                  | Dies war ein Match mit zwei Ringrichtern. |
| 59  | Jeff Hardy und Matt Hardy (2) (Hardy Boyz)                        | 1        | 63   | 2. April 2017      | Orlando, FL                | Wrestlemania 33               | Dies war ein Fatal Four Way Ladder Match, in dem auch Big Cass & Enzo Amore und Cesaro & Sheamus involviert waren. |
| 60  | Cesaro (3) und Sheamus (The Bar)                                  | 2        | 77   | 4. Juni 2017       | Baltimore, MD              | Extreme Rules                 | Dies war ein Steel Cage-Match. |
| 61  | Seth Rollins (2) und Dean Ambrose (1) (The Shield)                | 1        | 78   | 20. August 2017    | Brooklyn, NY               | SummerSlam                    | |
| 62  | Cesaro (4) und Sheamus (3) (The Bar)                              | 3        | 49   | 6. November 2017   | Manchester, UK             | Raw                           | |
| 63  | Seth Rollins (3) und Jason Jordan (1)                             | 1        | 34   | 25. Dezember 2017  | Chicago, IL                | Raw                           | |
| 64  | Cesaro (5) und Sheamus (4) (The Bar)                              | 4        | 70   | 28. Januar 2018    | Philadelphia, PA           | Royal Rumble                  | |
| 65  | Braun Strowman und Nicholas                                       | 1        | 1    | 8. April 2018      | New Orleans, LA            | Wrestlemania 34               | Vor dem Match wählte Braun Strowman Nicholas aus dem Publikum als Tag Team-Partner aus. |
| —   | Titel vakant                                                      | —        | 18   | 9. April 2018      | New Orleans, LA            | Raw                           | Strowman gab den Titel freiwillig ab, weil er keinen Tag-Team-Partner mehr hatte. |
| 66  | Matt Hardy (3) und Bray Wyatt (1) (The Deleters of Worlds)        | 1        | 79   | 27. April 2018     | Jeddah, Saudi-Arabien      | Greatest Royal Rumble         | Besiegten The Bar Sheamus & Cesaro um den vakanten Titel. |
| 67  | Bo Dallas und Curtis Axel (2) (The B-Team)                        | 1        | 50   | 15. Juli 2018      | Pittsburgh, PA             | Extreme Rules                 | |
| 68  | Dolph Ziggler und Drew McIntyre (2)                               | 1        | 49   | 3. September 2018  | Columbus, OH               | Raw                           | |
| 69  | Seth Rollins (4) und Dean Ambrose (2) (The Shield)                | 2        | 14   | 22. Oktober 2018   | Providence, RI             | Raw                           | |
| 70  | Akam und Rezar (AOP)                                              | 1        | 35   | 5. November 2018   | Manchester, UK             | Raw                           | Dies war ein 2 on 1 Handicap Match. |
| 71  | Bobby Roode und Chad Gable                                        | 1        | 63   | 10. Dezember 2018  | San Diego, CA              | Raw                           | Dies war ein 3 on 2 Handicap Match. |
| 72  | Scott Dawson und Dash Wilder (The Revival)                        | 1        | 55   | 11. Februar 2019   | Grand Rapids, MI           | Raw                           | |
| 73  | Curt Hawkins und Zack Ryder                                       | 2        | 64   | 7. April 2019      | East Rutherford, NJ        | WrestleMania 35               | |
| 74  | Scott Dawson und Dash Wilder (The Revival)                        | 2        | 49   | 10. Juni 2019      | San José, CA               | Raw                           | Dies war ein Triple Threat Tag Team Match, an dem auch The Usos beteiligt waren. |
| 75  | Luke Gallows und Karl Anderson (The O.C.)                         | 2        | 21   | 29. Juli 2019      | Little Rock, AR            | Raw                           | Dies war ein Triple Threat Tag Team Match, an dem auch The Usos beteiligt waren. |
| 76  | Seth Rollins (5) und Braun Strowman (2)                           | 1        | 27   | 19. August 2019    | St. Paul, MN               | Raw                           | |
| 77  | Dolph Ziggler (2) und Robert Roode (2)                            | 1        | 29   | 15. September 2019 | Charlotte, NC              | Clash of Champions            | |
| 78  | Erik und Ivar (The Viking Raiders)                                | 1        | 98   | 14. Oktober 2019   | Denver, CO                 | Raw                           | |
| 79  | Seth Rollins (6) und Murphy                                       | 1        | 42   | 20. Januar 2020    | Wichita, KS                | Raw                           | |
| 80  | Angelo Dawkins und Montez Ford (The Street Profits)               | 1        | 224  | 2. März 2020       | Brooklyn, NY               | Raw                           | |
| 81  | Kofi Kingston (5) und Xavier Woods (3) (The New Day)              | 3        | 69   | 12. Oktober 2020   | Orlando, Florida           | Raw                           | Sie tauschten die Titel mit The Street Profits, nachdem diese durch den Draft zu SmackDown gewechselt sind. |
| 82  | Shelton Benjamin (3) und Cedric Alexander (The Hurt Business)     | 1        | 85   | 20. Dezember 2020  | Saint Petersburg, Florida  | TLC: Tables, Ladders & Chairs | |
| 83  | Kofi Kingston (6) und Xavier Woods (4) (The New Day)              | 4        | 026  | 15. März 2021      | Saint Petersburg, Florida  | Raw                           | |
| 84  | AJ Styles und Omos                                                | 1        | 133  | 10. April 2021     | Tampa, Florida             | WrestleMania 37               | |
| 85  | Randy Orton und Riddle (RK-Bro)                                   | 1        | 142  | 21. August 2021    | Las Vegas, Nevada          | SummerSlam                    | |
| 86  | Chad Gable (2) und Otis (Alpha Academy)                           | 1        | 56   | 10. Januar 2022    | Philadelphia, Pennsylvania | Raw                           | |
| 87  | Randy Orton und Riddle (RK-Bro)                                   | 2        | 74   | 7. März 2022       | Cleveland, Ohio            | Raw                           | Dies war ein Triple Threat Tag Team Match, an dem auch Kevin Owens und Seth Rollins beteiligt waren. |
| 88  | Jimmy Uso und Jey Uso (The Usos)                                  | 3        | 316  | 20. Mai 2022       | Grand Rapids, Michigan     | SmackDown                     | Dies war ein Champion vs. Champion Winner Take All Unification Match bei dem auch die SmackDown Tag Team Championship auf dem Spiel stand. |
| 89  | Kevin Owens und Sami Zayn                                         | 1        | 155  | 1. April 2023      | Inglewood, Kalifornien     | WrestleMania 39               | |
| 90  | Finn Bálor und Damian Priest                                      | 1        | 35   | 2. September 2023  | Pittsburgh, Pennsylvania   | Payback                       | |
| 91  | Jey Uso (4) und Cody Rhodes (4)                                   | 1        | 9    | 7. Oktober 2023    | Indianapolis, Indiana      | Fastlane                      | |
| 92  | Finn Bálor und Damian Priest                                      | 2        | 172  | 16. Oktober 2023   | Oklahoma City, Oklahoma    | Raw                           | |
| 93  | The Miz (5) und R-Truth (2) (Awesome Truth)                       | 1        | 79   | 6. April 2024      | Philadelphia, Pennsylvania | WrestleMania XL               | Es handelte sich um ein Six-Pack-Tag Team Ladder Match, bei dem sowohl die WWE SmackDown Tag Team Championship als auch die WWE RAW Tag Team Championship auf dem Spiel stand.                                                                         |
| 94  | Finn Bálor (3) und JD McDonagh (The Judgment Day)                 | 1        | 175  | 24. Juni 2024      | Indianapolis, Indiana      | Raw                           | |
| 95  | Erik und Ivar (The War Raiders)                                   | 2        | 124  | 16. Dezember 2025  | Bosten, Massachusetts      | Raw                           | |
| 96  | Kofi Kingston und Xavier Woods (The New Day)                      | 5 (7, 5) | 101+ | 19. April 2025     | Paradise, Nevada           | WrestleMania 41               | |

## Regentschaften – absolut

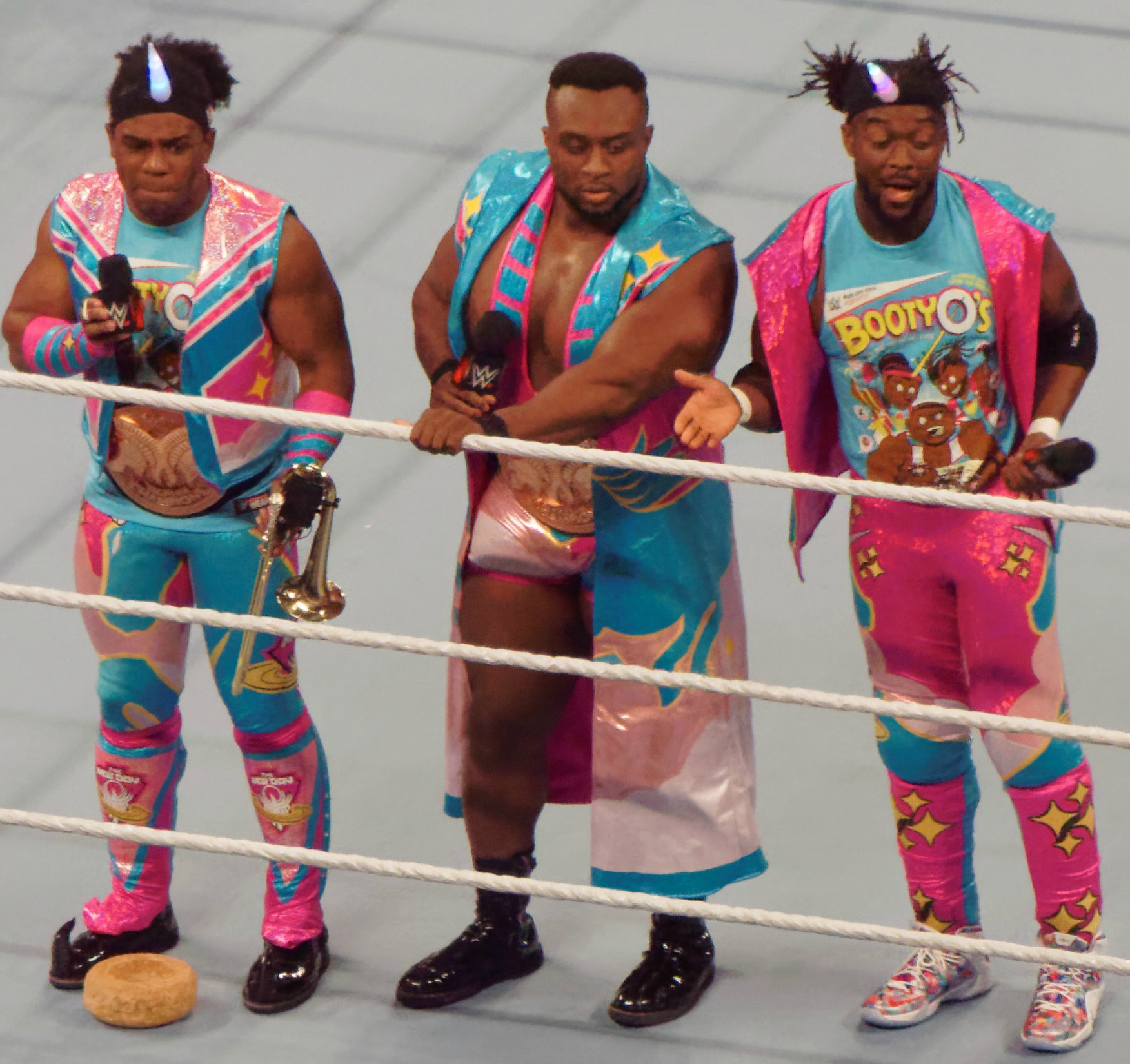
Kofi Kingston hielt den Titel siebenmal für insgesamt Tage, Xavier Woods fünfmal für insgesamt Tage und Big E zweimal für insgesamt 582 Tage.

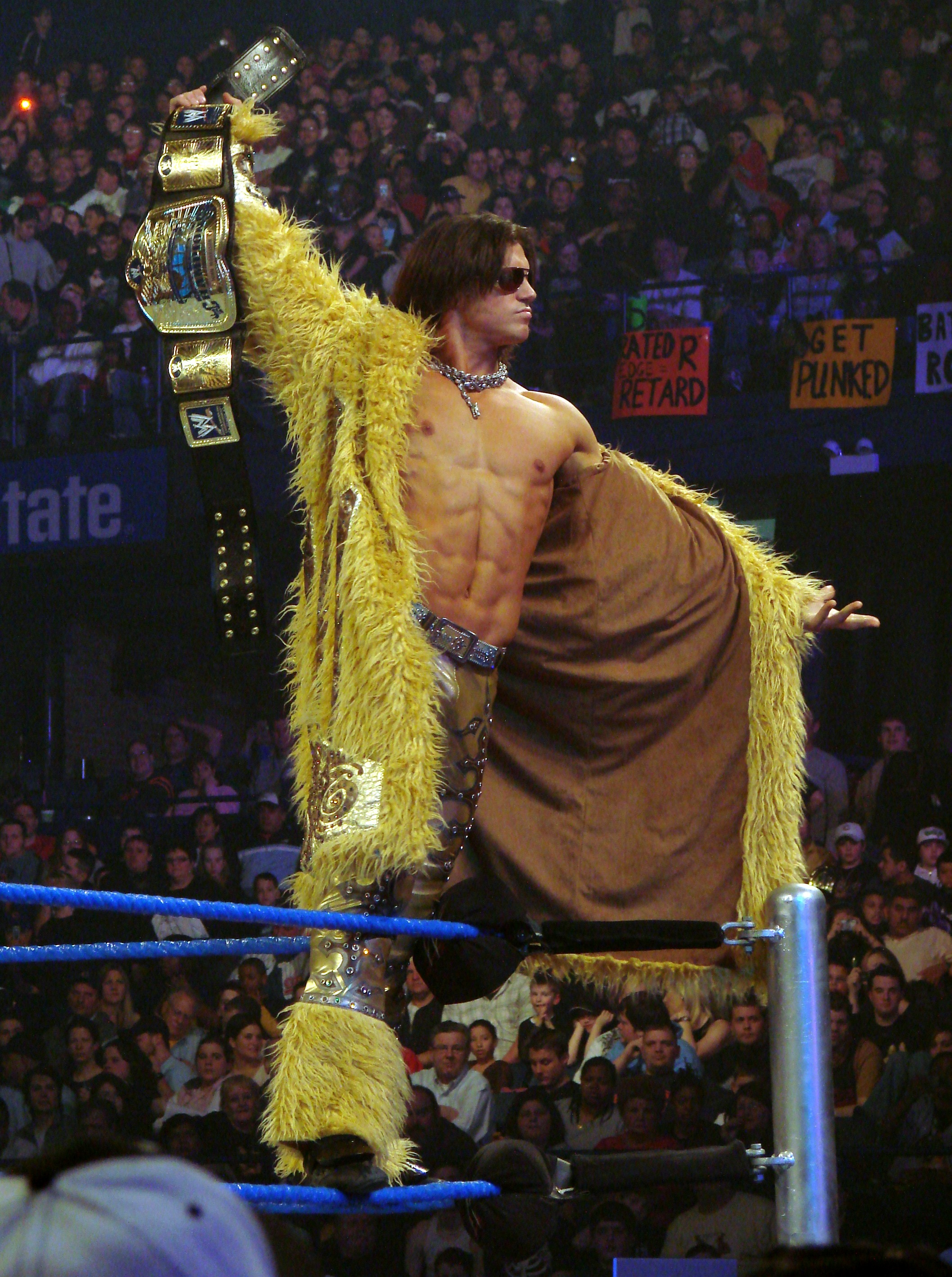
John Morrison hielt den Titel viermal für insgesamt 541 Tage.

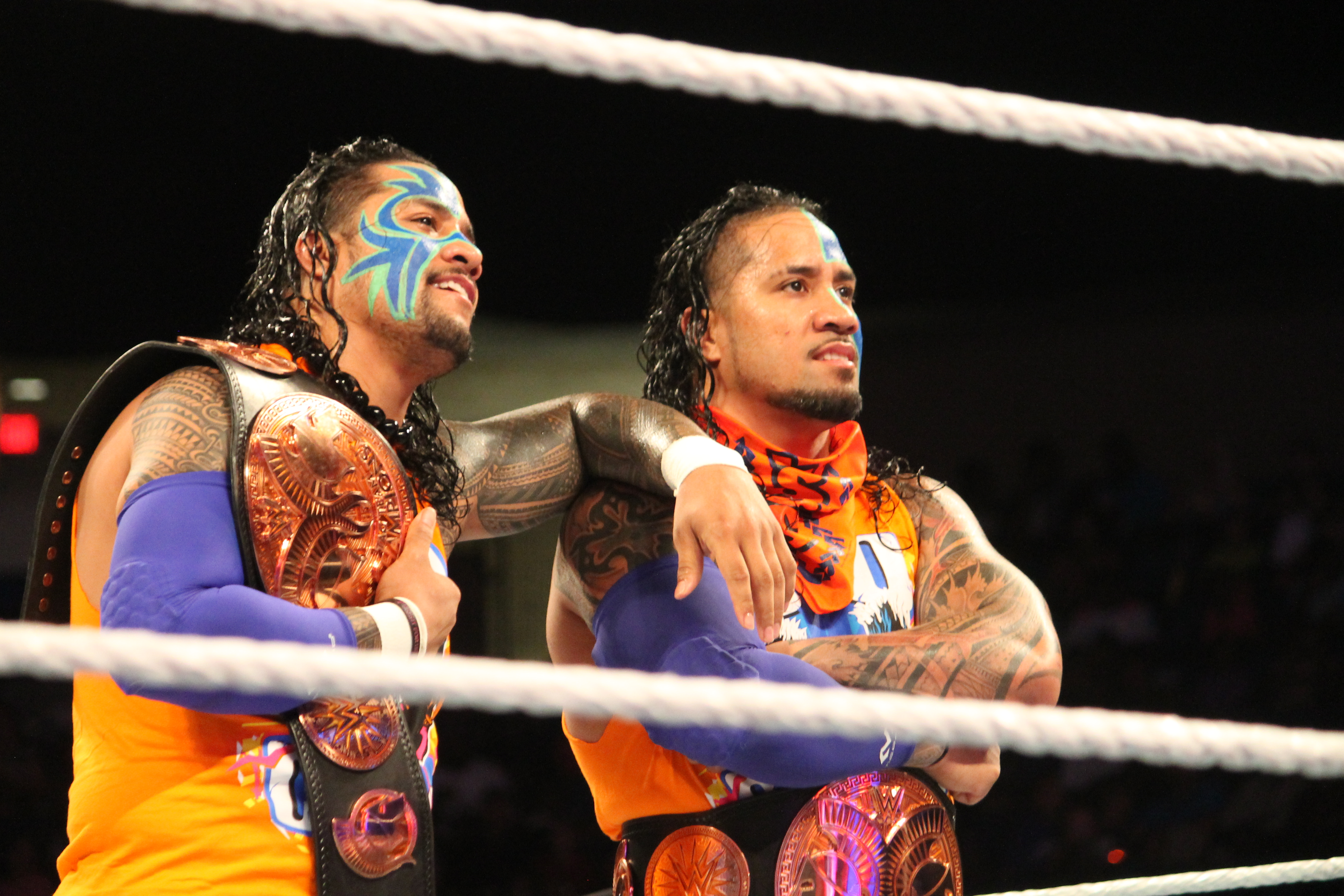
Jey Uso hielt den Titel viermal für insgesamt 582 Tage und Jimmy Uso dreimal für insgesamt 573 Tage.

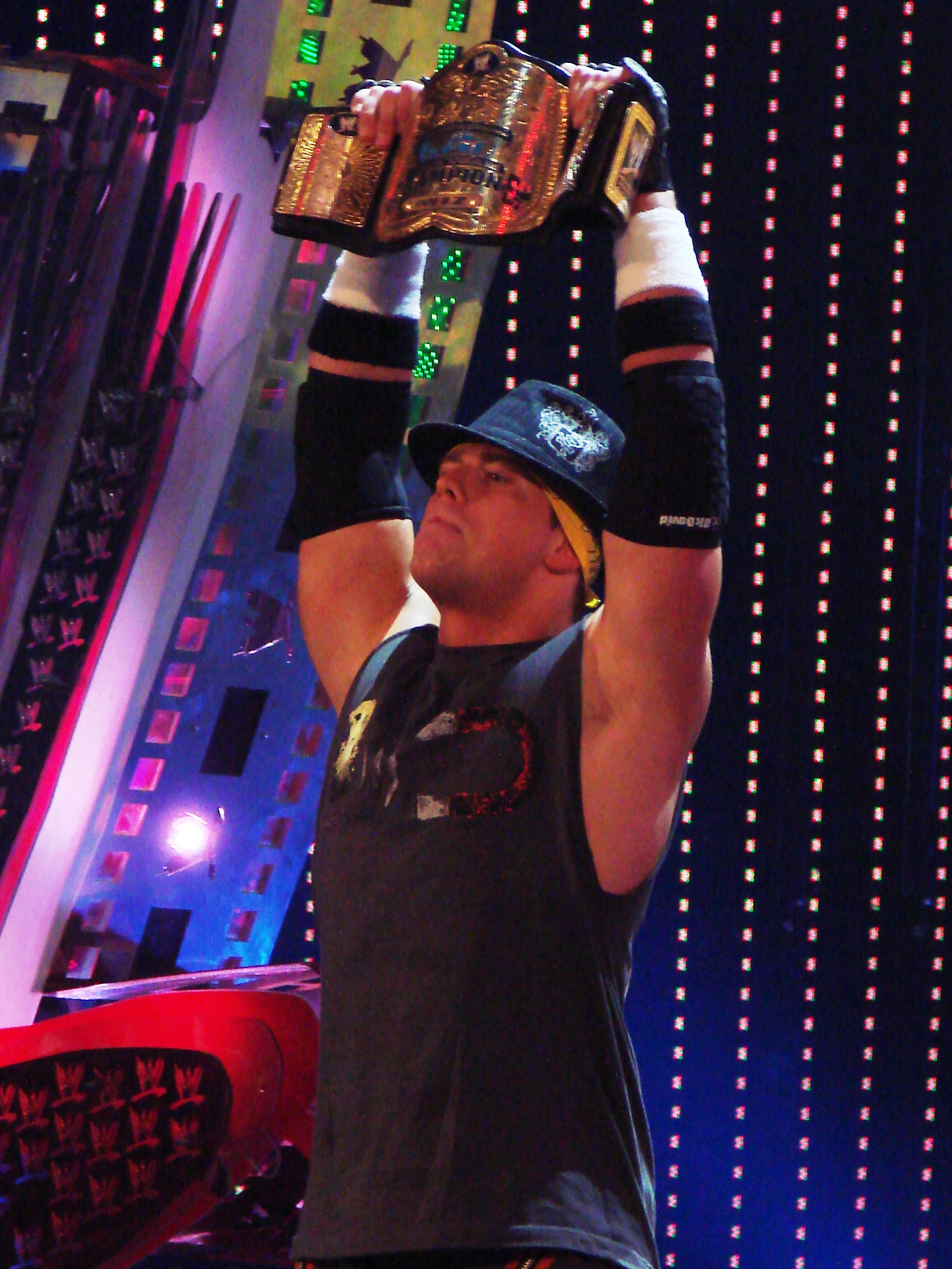
The Miz hielt den Titel fünfmal für insgesamt 442 Tage.

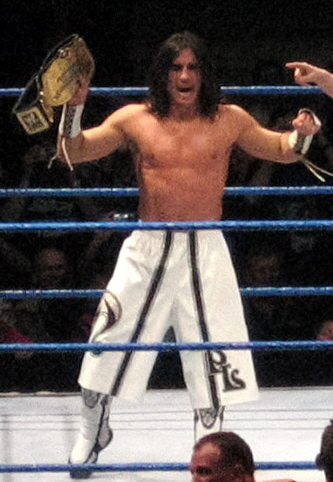
Paul London hielt den Titel zweimal für insgesamt 394 Tage.

| #   | Titelträger              | Nr. | Tage  |
| --- | ------------------------ | --- | ----- |
| 1   | Kofi Kingston            | 7   | 1013+ |
| 2   | Xavier Woods             | 5   | 728+  |
| 3   | Jey Uso                  | 4   | 582   |
| 4   | Jimmy Uso                | 3   | 573   |
| 5   | John Morrison            | 4   | 541   |
| 6   | Big E                    | 2   | 532   |
| 7   | The Miz                  | 5   | 442   |
| 8   | Paul London              | 2   | 394   |
| 9   | Primo                    | 2   | 386   |
| 10  | Finn Bálor               | 3   | 383   |
| 11  | Seth Rollins             | 6   | 343   |
| 12  | Brian Kendrick           | 1   | 331   |
| 13  | Cesaro                   | 5   | 301   |
| 14  | Joey Mercury             | 3   | 291   |
| 15  | Carlito                  | 1   | 280   |
| 16  | Kane                     | 2   | 279   |
| 17  | Shelton Benjamin         | 3   | 265   |
| 18  | Big Show                 | 3   | 251   |
| 19  | Daniel Bryan             | 1   | 245   |
| 20  | Sheamus                  | 4   | 238   |
| 21  | Charlie Haas             | 3   | 236   |
| 22  | Angelo Dawkins           | 1   | 224   |
| 22  | Montez Ford              | 1   | 224   |
| 24  | Erik                     | 2   | 222   |
| 24  | Ivar                     | 2   | 222   |
| 26  | Matt Hardy               | 3   | 219   |
| 27  | R-Truth                  | 2   | 217   |
| 28  | Randy Orton              | 2   | 216   |
| 28  | Riddle                   | 2   | 216   |
| 30  | Eddie Guerrero           | 4   | 215   |
| 31  | Cody Rhodes              | 4   | 211   |
| 32  | Tyson Kidd               | 2   | 209   |
| 33  | Damian Priest            | 2   | 207   |
| 34  | JD McDonagh              | 1   | 175   |
| 35  | Chris Jericho            | 2   | 168   |
| 36  | Goldust                  | 2   | 167   |
| 37  | Kevin Owens              | 1   | 155   |
| 37  | Sami Zayn                | 1   | 155   |
| 39  | Roman Reigns             | 1   | 148   |
| 40  | David Hart Smith         | 1   | 146   |
| 40  | Evan Bourne              | 1   | 146   |
| 42  | Danny Basham             | 2   | 145   |
| 42  | Doug Basham              | 2   | 145   |
| 44  | Curtis Axel              | 2   | 141   |
| 45  | AJ Styles                | 1   | 133   |
| 45  | Omos                     | 1   | 133   |
| 45  | Deuce                    | 1   | 133   |
| 45  | Domino                   | 1   | 133   |
| 49  | Curt Hawkins             | 2   | 127   |
| 49  | Zack Ryder               | 2   | 127   |
| 51  | Chad Gable               | 2   | 119   |
| 52  | Rey Mysterio             | 4   | 118   |
| 53  | Chavo Guerrero           | 2   | 114   |
| 54  | Epico                    | 1   | 106   |
| 55  | Dash Wilder              | 2   | 104   |
| 55  | Scott Dawson             | 2   | 104   |
| 57  | Heath Slater             | 3   | 100   |
| 57  | Justin Gabriel           | 3   | 100   |
| 59  | Animal                   | 1   | 93    |
| 59  | Heidenreich              | 1   | 93    |
| 61  | Robert Roode             | 2   | 92    |
| 61  | David Otunga             | 2   | 92    |
| 61  | Dean Ambrose             | 2   | 92    |
| 64  | Kenzō Suzuki             | 1   | 91    |
| 64  | René Duprée              | 1   | 91    |
| 66  | Cedric Alexander         | 1   | 85    |
| 67  | Drew McIntyre            | 2   | 84    |
| 67  | Karl Anderson            | 2   | 84    |
| 67  | Luke Gallows             | 2   | 84    |
| 70  | Bray Wyatt               | 1   | 79    |
| 71  | Dolph Ziggler            | 2   | 78    |
| 72  | Montel Vontavious Porter | 1   | 77    |
| 72  | Rikishi                  | 1   | 77    |
| 72  | Scotty 2 Hotty           | 1   | 77    |
| 75  | Santino Marella          | 1   | 76    |
| 75  | Vladimir Kozlov          | 1   | 76    |
| 77  | Darren Young             | 1   | 70    |
| 77  | Titus O’Neil             | 1   | 70    |
| 79  | Billy Kidman             | 1   | 63    |
| 79  | Jeff Hardy               | 1   | 63    |
| 81  | Shawn Michaels           | 1   | 57    |
| 81  | Triple H                 | 1   | 57    |
| 83  | Rico                     | 1   | 56    |
| 83  | Otis                     | 1   | 56    |
| 85  | Bo Dallas                | 1   | 50    |
| 86  | Tajiri                   | 1   | 44    |
| 87  | Murphy                   | 1   | 42    |
| 88  | Edge                     | 2   | 40    |
| 89  | Billy Gunn               | 1   | 36    |
| 89  | Damien Mizdow            | 1   | 36    |
| 89  | Road Dogg                | 1   | 36    |
| 92  | Akam                     | 1   | 35    |
| 92  | Rezar                    | 1   | 35    |
| 92  | Rob Van Dam              | 1   | 35    |
| 95  | Jason Jordan             | 1   | 34    |
| 96  | Braun Strowman           | 2   | 28    |
| 97  | Bubba Ray Dudley         | 1   | 21    |
| 97  | D-Von Dudley             | 1   | 21    |
| 99  | Chris Benoit             | 1   | 16    |
| 99  | Kurt Angle               | 1   | 16    |
| 101 | Batista                  | 1   | 14    |
| 102 | John Cena                | 2   | 1     |
| 102 | Nicholas                 | 1   | 1     |